# Graptacme
Graptacme là một chi động vật thân mềm thuộc họ Dentaliidae.
Chi này có phạm vi phân bố gần như toàn cầu.

## Các loài
Các loài:
- Graptacme acutissima (Watson, 1879)
- Graptacme acutistriata Steiner & Kabat, 2004
- Graptacme africana (Sowerby III, 1903)